# うちがえ雑煮
うちがえ雑煮（うちがえぞうに）は、徳島県三好市の祖谷地域の郷土料理。餅を使用しない雑煮である。また打ち合わせ雑煮（うちあわせぞうに）とも呼ばれる。

## 概要
岩豆腐（石豆腐）と呼ばれる硬い豆腐を餅に代えて使用する。岩豆腐が重なり合って乗っている様子を武士が刀を「打ち違え」ていると見立てて「うちがえ雑煮」と呼ばれるようになった。打ち合わせ雑煮も同様に刀を「打ち合わせて」いると見立てての呼び名である。
祖谷地域は米が育ちにくいため、麦やソバが主食になっていた。岩豆腐はタンパク質が豊富に含まれる食材として、また水分が少ないために日持ちする食材として重宝されていた。
出汁はイリコで取り、醤油などで味付けする。煮しめたヤツガシラ（サトイモ）3個を椀に入れ、その上に長方形の大きな岩豆腐を2枚乗せて完成である。ヤツガシラは1つの芋からいくつも芽が育つために「芽出たい（めでたい）」という意味合いで、祝い事の料理によく使用されていた。
安徳天皇をサトイモと大豆とでもてなした際に「大豆を豆腐にするよう」言われたことがうちがえ雑煮の発祥とする説がある。